# Kikafu (Fluss)
Der Kikafu ist ein Fluss im Norden Tansanias in der Region  Kilimandscharo. Er ist ein Nebenfluss des Weruweru.
Sein Quellgebiet liegt am Südwesthang des Kilimandscharo.